# Eutrichapion melancholicum
Eutrichapion melancholicum – gatunek chrząszcza z rodziny pędrusiowatych i podrodziny Apioninae. Zamieszkuje Europę i zachód Azji. Żeruje na groszkach.

## Taksonomia
Gatunek ten opisany został po raz pierwszy w 1864 roku przez Josepha A. Wenckera na łamach „L'Abeille” pod nazwą Apion melancholicum. W 1990 roku wyznaczony został przez Miguela A. Alonsa-Zarazagę gatunkiem typowym nowego podrodzaju Phalacrolobus w obrębie rodzaju Eutrichapion.

## Morfologia
Chrząszcz o ciele długości od 2 do 2,6 mm, bardziej przysadzistym niż u E. ervi. Oskórek wierzchu i spodu ciała jest niezbyt gęsto, ale wyraźnie porośnięty białawymi włoskami (włosowatymi łuskami); pod oczami występują łatki gęstych, długich, odstających włosków (rzęs).
Głowa jest czarna, szersza niż u E. ervi, zwłaszcza w przypadku samca. Ryjek jest grubszy niż u E. ervi, walcowaty. U samca jest on krótszy niż głowa i przedplecze razem wzięte, niemal wyprostowany, aż po wierzchołek owłosiony i gęsto punktowany, u samicy zaś w przybliżeniu tak długi jak głowa i przedplecze razem mierzone, nieznacznie zakrzywiony, o półtorakrotnie dłuższym i wyraźnie węższym od części tylnej, delikatnie punktowanym odcinku wierzchołkowym w okolicy nasad czułków matowym, a na szczycie połyskującym. Czułki są czarne z nasadą trzonka brunatnie lub brunatnoczerwono rozjaśnioną. Długość trzonka jest mniejsza od szerokości podstawy ryjka.
Przedplecze jest czarne, szersze niż u E. ervi. Pokrywy są matowo czarne lub lekko połyskujące stalowo, krótko-jajowate, wyraźnie ku tyłowi rozszerzone, o długości mniejszej niż półtorakrotność szerokości i wyraźnie rozwiniętych barkach. Zapiersie u samca ma umieszczony tuż za połową długości, tępy guzek. Odnóża w całości ubarwione są czarno. Wszystkie pazurki dysponują ząbkiem u nasady.

## Ekologia i występowanie
Owad ten zasiedla suche łąki, widne lasy, zarośla, nieużytki i pola. Zarówno larwy, jak i postacie dorosłe są monofagicznymi fitofagami bobowatych z rodzaju groszek. Stwierdzono ich żerowanie na groszkach: bulwiastym, leśnym, łąkowym, szerokolistnym i wiosennym.
Aktywne osobniki dorosłe obserwuje się od maja lub czerwca do września. Jaja składane są przez samicę do pąków kwiatowych. W otwartym kwiecie żeruje pojedyncza larwa, wyjadając tkanki słupka i nie prowadząc do deformacji organu. Wyrośnięta larwa konstruuje w miejscu żerowania brunatny kokon i w nim się przepoczwarcza.
Gatunek palearktyczny, w Europie znany z Francji, Luksemburga, Niemiec, południowej Szwajcarii, Austrii, Włoch, Danii, Szwecji, Finlandii, Estonii, Łotwy, Polski, Czech, Słowacji, Węgier, Ukrainy, Rumunii, Serbii i europejskiej części Rosji, a w Azji z zachodniosyberyjskiej części Rosji i anatolijskiej części Turcji. Północna granica zasięgu biegnie przez południe Szwecji i Finlandii. W Europie Środkowej jest owadem rzadko spotykanym. W Polsce podawany jest ze stosunkowo nielicznych stanowisk, głównie z południowego zachodu kraju i jego wschodniej ściany. 